# Tứ Dân
Tứ Dân là một xã thuộc huyện Khoái Châu, tỉnh Hưng Yên, Việt Nam.

## Địa lý
Xã Tứ Dân nằm ở phía tây huyện Khoái Châu, nằm triền đê tả ngạn sông Hồng, phần ngoài đê nằm trong Bãi Màn Trò Châu (tức bãi Đà Mạc), cách thủ đô Hà Nội 22 km về phía đông nam, cách thành phố Hưng Yên 30 km về phía tây bắc, cách thị trấn Khoái Châu 6,5 km về phía tây, có vị trí địa lý:
- Phía đông bắc giáp xã Hàm Tử
- Phía tây và tây bắc thành phố Hà Nội
- Phía nam và đông nam giáp xã Đông Kết
- Phía tây nam giáp xã Tân Châu.

Xã Tứ Dân có diện tích 6,12 km², dân số năm 2019 là 10.234 người, mật độ dân số đạt 1.672 người/km².
Các điểm cực của xã Tứ Dân:
- Điểm Cực Đông 105°56'48" kinh Đông: Thôn Mạn Xuyên
- Điểm Cực Tây 105°54'54" kinh Đông: Thôn Năm Mẫu
- Điểm Cực Nam 20°49'35" vĩ Bắc: Thôn Mạn Xuyên
- Điểm Cực Bắc 20°50'51" vĩ Bắc: Thôn Phương Đường
- Điểm Trung tâm xã Tứ Dân: Trường THCS Xã Tứ Dân.

### Địa hình
Toàn xã có 920 mẫu (1 mẫu = 3.600 m²) đất canh tác, trong đó có 450 mẫu ngoài đê (Bãi Màn Trò Châu). Tứ Dân có địa hình khá phức tạp, cao thấp xen kẽ nhau. Vùng ngoài bãi có địa hình bán lòng chảo dốc dần từ dải cao ven bối xuồng vùng trũng ven đê. Vùng nội đồng nhìn chung có hướng dốc từ bắc xuống nam và từ tây sang đông. Thôn ngoài đê: Năm Mẫu còn lại nằm trong đê sông Hồng. Tứ Dân là điểm đầu của hệ thống bối ven sông Hồng của huyện Khoái Châu qua các xã Tân Châu, Đông Ninh, Đại Tập và một phần xã Chí Tân. Tứ Dân có 3 km tuyến bối ven sông ngăn nước sông bảo vệ các xã trên và bãi trồng trọt.

### Khí hậu
Tứ Dân nằm trong vùng khí hậu nhiệt đới gió mùa, chia làm 4 mùa rõ rệt (xuân, hạ, thu, đông). Mùa mưa kéo dài từ cuối tháng 4 đến tháng 10 hàng năm. Lượng mưa trong mùa mưa chiếm tới 70% tổng lượng mưa cả năm.
- Lượng mưa trung bình hàng năm: 1.450 – 1.650 mm
- Nhiệt độ trung bình: 23,2 °C
- Số giờ nắng trong năm: 1.519 giờ
- Độ ẩm tương đối trung bình: 85 – 87%.

### Tài nguyên khoáng sản
Khoáng sản chính của Tứ Dân chỉ có nguồn cát ven sông Hồng và một số đất sét sản xuất gạch ngói có thể phát triển khai thác phục vụ nhu cầu xây dựng. Theo các tài liệu thăm dò địa chất, tại vùng đồng bằng sông Hồng trong đó có Tứ Dân tồn tại trong lòng đất một mỏ than nâu rất lớn nằm trong lớp trầm tích Nioxen với trữ lượng dự báo hàng trăm tỷ tấn, nhưng ở độ sâu 300 – 1.700 m.

## Hành chính
Xã Tứ Dân được chia thành 6 thôn: Phương Đường, Mạn Đường, Phương Trù, Toàn Thắng, Năm Mẫu, Mạn Xuyên với 12 đội sản xuất.
| STT | Tên thôn     | Số lượng | Đội sản xuất     |
| --- | ------------ | -------- | ---------------- |
| 1   | Phương Đường | 1        | 1                |
| 2   | Mạn Đường    | 1        | 2                |
| 3   | Phương Trù   | 3        | 3, 4, 5          |
| 4   | Toàn Thắng   | 1        | 6 (Mạn Trù 6)    |
| 5   | Năm Mẫu      | 1        | 7                |
| 6   | Mạn Xuyên    | 5        | 8, 9, 10, 11, 12 |

## Lịch sử

### Thời cổ đại
Tứ Dân là vùng đất lịch sử thuộc bộ Dương Tuyền từ thời Hùng Vương (2879 – 258 TCN) nước Văn Lang minh chứng Tứ Dân là nơi gặp gỡ của Chử Đồng Tử và Tiên Dung công chúa vào thời Hùng Vương thứ 18, từ khi Triệu Đà diệt nước Âu Lạc (211 TCN) đô hộ cho đến thời thuộc Đông Hán, Tống, Tề, Lương, Trần đều thuộc huyện Chu Diên, quận Giao Chỉ.
Xã Mạn Xuyên 幔 川: Được phong cấp vào năm Chiêu Thống (1 đạo). Phong cho Thành Hoàng là Chiêm Thành Cửu ải Uy Minh... Đại Vương 占 城 *隘 威 明...大. Xã Phương Trù 芳 幬: 20 tr., do Nguyễn Bính soạn năm 1572, gồm 3 vị thần triều Hùng: Chử Công Đồng Tử Chí Thánh... Thượng Đẳng Thần 褚 公 童 子 至 聖... 上 等 神; Tiên Dung Công Chúa Thiên Tiên... Thượng Đẳng Thần 仙 容 公 主 天 仙... 上 等 神; Nội Trạch Tây Cung Tiên Nữ... Thượng Đẳng Thần 內 澤 西 宮 仙 女... 上 等 神. Xã Mạn Trù 慢 幬: 14 tr., do Nguyễn Bính soạn năm 1572, về sự tích Trung Tông Hoàng Đế 中 宗 皇 帝, con trai thứ ba của vua Lê Đại Hành..
Chiêm Thành Cửa Ải Đại Vương Nguyễn Minh một vị tướng thời Hùng Vương thứ 18 nay được thờ tại Đền Mạn Xuyên để ghi nhớ công ơn của Ngài và được 18 đạo sắc phong Ngài. Các đạo bắt đầu từ An Dương Vương - thời Hồng Đức (Lê Thánh Tông) đến đạo 18 vào thời Vua Khải Định đều sắc phong Ngài "Chiêm Thành Cửa Ải Đại Vương". Nguyễn Minh quê ở huyện Lôi Dương, châu Ái đến xã Mạn Xuyên tổng Đông Kết huyện Đông An mở trường dạy học. Bấy giờ Hùng Duệ Vương mở khoá thi, vào thi Đình nhà vua chấm ông đỗ đầu khoá, được vua gả công chúa Ngọc Nương – công chúa thứ ba, ông cùng với Tản Viên Sơn Thánh đánh quân Chiêm Thành thắng lợi được vua phong: Trấn Chiêm Thành cửa ải đại tướng quân.

### Thời Trung Đại
Đến thời Đinh Tiên Hoàng (967 – 979) và Tiền Lê (979 – 1009) thuộc huyện Châu Diên, Lê Ngoạ Chiều Tứ Dân thuộc Phủ Thái Bình.
Thời Lý, Tứ Dân thuộc huyện Đông Kết thuộc Khoái lộ. Thời Lý Cao Tông thuộc Châu Khoái.
Đến thời Trần sau chiến thắng quân Nguyên – Mông (1288) Vua Trần ban vùng đất Châu Khoái cho Nguyễn Khoái đổi thành Khoái Châu.
Đến thời Hồng Đức, Tứ Dân thuộc huyện Đông Yên thuộc Sơn Nam thừa tuyên.
Tứ Dân nằm trong bãi Mạn Trò châu, gần cửa Hàm Tử, bến Chương Dương và Bãi Tự Nhiên. Trận Tây Kết nổi tiếng trong kháng chiến chống Nguyên Mông thời Trần nằm tại địa hạt vùng Tứ Dân, Tân Châu ngày nay do nằm trên vùng bãi nên những chứng cứ lịch sử đã bị phù sa sông Hồng vùi lấp nên địa danh Tây Kết đã mất đi.
Tây Kết có tác giả nhận định là địa danh nằm từ làng Đông Kết, xã Đông Kinh đến xã Tân Châu phủ Khoái Châu dài khoảng 2 km. Vì vậy cần nghiên cứu đánh giá đúng đắn vùng đất lịch sử Tứ Dân nằm giữa bến Chương Dương, Cửa Hàm Tử, Bãi Tự Nhiên.
Một nhận định khác trên website http://www.quansuvn.net/ cho biết "Bến Tây Kết nay ở khoảng xã Tứ Dân thuộc huyện Khoái Châu, còn hương Tây Kết ghi trong Thiền uyển tập anh và một số địa chí cổ có thể bao gồm cả Hàm Tử, Vĩnh Hưng, Ông Đình, Phương Trù, Yên Vĩ, Yên Cảnh và phía bắc Mạn Xuyên.Kết hợp nghiên cứu một số tư liệu với khảo sát thực địa, có thể khẳng định Tây Kết nằm ở vùng Khoái Châu là hợp lý, nhưng Tây Kết phải thuộc phần đất phía tây Đông Kết ngày nay. Ngăn cách giữa Đông và Tây Kết là sông cổ Kim Ngưu, còn gọi là sông Tế Giang, sông này về sau còn được bảo lưu bằng tên gọi sông Tế, hoặc sông Tó. Sông chảy qua Yên Cảnh, Mạn Xuyên]], chảy xuống đất Tây Kết, Đông Kết, để xuống sông Cái (đoạn hạ lưu sông Kim Ngưu này từ xã Ông Đình qua Yên Cảnh, Mạn Xuyên, Tây Kết, Đông Kết chảy ra sông Hồng đã bị lấp từ lâu. Nay còn vết tích là Vực Mạn Xuyên. Như vậy, Tây Kết là vùng đất nằm ở tả ngạn sông Hồng thuộc khu vực xã Tứ Dân huyện Khoái Châu Hưng Yên ngày nay là hoàn toàn có căn cứ. Địa danh Tây Kết xuất hiện sớm, gắn với sự tích sông Kim Ngưu chảy qua quận Tế Giang, gắn với hệ đường thủy Nhị Hà - Tế Giang và gắn với tuyến đường bộ thông qua Chương Dương - Hàm Tử."
Tứ Dân khi xưa là chiến trường ác liệt trong cuộc kháng chiến chống Nguyên Mông lần thứ 2 năm 1285 và cùng nằm trên chiến trường lịch sử Tây Kết, Hàm Tử, Chương Dương với nhiều vị tướng lừng danh trong lịch sử dân tộc Việt Nam: Hưng Đạo Vương Trần Quốc Tuấn, Chiêu Minh Vương Trần Quang Khải, Chiêu Văn Vương Trần Nhật Duật, Bảo Nghĩa Vương Trần Bình Trọng, Trần Quốc Toản, Chiêu Thành Vương (không rõ họ tên), Nguyễn Khoái.
Trần Bình Trọng là một anh hùng kháng Mông Cổ của Việt Nam, khi bị bắt, chủ soái Mông Cổ dụ rằng nếu ông chịu hàng, sẽ cho phong tước vương. Ông khẳng khái: "Ta thà làm quỷ nước Nam, chứ không thèm làm vương đất Bắc" Ông bị giết, được truy phong Bảo-nghĩa vương. Hiện tại xã Mạn-Trù, huyện Đông An, phủ Khoái Châu, tỉnh Hưng Yên còn đền thờ ông.
Tứ Dân là dân cư của 4 làng thuộc 2 tổng khác nhau: 
- Mạn Xuyên thuộc tổng Đông Kết
- Mạn Trù thuộc tổng Ninh Tập
- Phương Trù thuộc tổng Ninh Tập
- Năm Mẫu là vùng đất khởi thủy chỉ có Năm Mẫu dân cư sống (Phía bắc là ấp của làng Mạn Trù, phía nam là ấp của Làng Mạn Xuyên).

Đây chính là nguồn gốc của địa danh Tứ Dân. Phủ Khoái Châu gồm 10 tổng: Đông Kết, Ninh Tập, Đại Quan, An Lạc, Yên Lịch, Yên Cảnh, Yên Vĩnh, Mễ Sở, Phú Khê, Bình Dân.
Đầm Mạn Xuyên ngày nay là vết tích của khúc sông còn sót lại khi sông Hồng nay đã đổi dòng về phía tây. Mạn Xuyên được giải thích là: Mạn là bờ; xuyên là sông; Mạn Xuyên là 1 làng bên bờ sông và vết tích Đầm Mạn Xuyên là minh chứng rõ ràng nhất.
Trong Việt Nam sử lược của Trần Trọng Kim có chú thích: Hiện nay ở phủ Khoái Châu có làng Đông Kết nhưng nằm rất xa bờ Hồng Hà, Tứ Dân nằm ở phía tây tây bắc của làng Đông Kết gần bãi Tự Nhiên. Cửa Hàm Tử phía bắc và Bến Chương Dương ở phía tây. Ngày nay ở Làng Năm Mẫu thờ Hưng Đạo Vương Trần Quốc Tuấn đó là minh chứng rõ ràng. Vì vậy, Làng Tây Kết khi xưa có thể nằm tại khu vực Tứ Dân và Tân Châu ngày nay nằm trên khúc sông Thiên Mạc khi xưa. Trên khúc sông Hồng xưa kia đã diễn ra nhiều chiến thắng lịch sử như: Chương Dương, Hàm Tử, Tây Kết,. Tứ Dân trước đây thuộc huyện Đông An - Phủ Khoái Châu (Khoái Lộ) nằm trong 2 tổng Đông Kết,tổng Ninh Tập.
Tứ Dân nguyên thuộc thừa tuyên Sơn Nam năm Quang Thuận thứ 10 đời Lê (1469). Đến năm Cảnh Hưng thứ 2 (1741) chia làm Sơn Nam Thượng và Sơn Nam Hạ. Tứ Dân thuộc về Sơn Nam thượng. Năm Minh Mạng thứ 12 (1831) Hưng Yên được thành lập. Tứ Dân thuộc về phủ Khoái Châu tỉnh Hưng Yên.

### Thời hiện đại
Trong cuộc kháng chiến chống thực dân Pháp, đế quốc Pháp đã xây dựng 6 chiếc lô cốt kiên cố và 1 dãy nhà 8 gian cho lính ở trên địa bàn xã. Nhân dân trong xã phải từng ngày, từng giờ chịu sự áp bức, kìm kẹp, bắt bớ, chém giết của chúng, chúng đã xây dựng và tổ chức 1 bộ máy như: Chánh tổng, Lý trưởng, Phó lý Hội tề, lính dõng... nhằm chống lại sự đấu tranh của nhân dân trong xã. Nhưng với lòng yêu nước, yêu quê hương kiên quyết không để cho kẻ thù nằm yên trên mảnh đất của mình. Chi bộ Đảng đầu tiên được thành lập đã lãnh đạo nhân dân đấu tranh chủ yếu là công tác địch vận và tuyên truyền. Đội du kích Hoàng Ngân được ra đời với chiếc đòn gánh đánh Tây đã làm cho kẻ thù khiếp sợ. Rồi cùng với cả nước giành thắng lợi trong cuộc kháng chiến chống thực dân Pháp làm trấn động địa cầu, vĩnh viễn xóa bỏ sự áp bức, thống trị của Chủ nghĩa thực dân cũ trên quê hương. Nhưng Chủ nghĩa đế quốc chưa từ bỏ dã tâm xâm lược nước ta, nhân dân Tứ Dân cùng với cả nước vào cuộc kháng chiến chống Mỹ cứu nước. Hàng ngàn người con ưu tú của quê hương lên đường cầm súng chiến đấu chống giặc ngoại xâm, tất cả vì Miền Nam ruột thịt. Ở hậu phương phong trào thanh niên 3 sẵn sàng, phụ nữ 3 đảm đang. Mỗi người làm việc bằng hai, với khẩu hiệu " Thóc không thiếu 1 cân, quân không thiếu 1 người " đã cùng cả nước giành độc lập tự do bằng chiến dịch đại thắng mùa xuân năm 1975.

### Sau năm 1968 đến nay
Ngày 26 tháng 1 năm 1968, Chính phủ sáp nhập tỉnh Hưng Yên và Hải Dương thành Hải Hưng. Xã Tứ Dân thuộc huyện Khoái Châu, tỉnh Hải Hưng.
Năm 1979, thành lập huyện Châu Giang thuộc tỉnh Hải Hưng có 39 xã thuộc huyện Khoái Châu và một phần Văn Giang trong đó có Tứ Dân.
Ngày 24 tháng 7 năm 1999, Chính phủ ban hành Nghị định số 60/1999/NĐ-CP về việc chuyển xã Tứ Dân thuộc huyện Châu Giang cũ chuyển về huyện Khoái Châu mới tái lập quản lý.

## Văn hoá
- Tứ Dân có 6 thôn nhưng có 4 làng với 4 nét phong tục, văn hoá khác nhau: Mạn Xuyên, Mạn Trù, Phương Trù, Năm Mẫu. Tứ Dân còn được biết đến qua những quần thể di tích văn hóa, là nơi nổi tiếng với thiên tình sử đầy thơ mộng của Chử Đồng Tử - Tiên Dung, một trong những nguyên mẫu được người dân Việt Nam tôn là Tứ Bất Tử.
- Tứ Dân có nhiều khu di tích và lễ hội truyền thống như: Lễ hội đền Mạn Xuyên (từ 12 đến 16 tháng 2 âm lịch), lễ hội đền Ngự Dội (8 đến 10 tháng 2 âm lịch), lễ hội đình làng Phương Trù (8 đến 10 tháng 2 âm lịch).
- Lễ hội Mạn Xuyên thu hút rất nhiều du khách thập phương và những con xa quê về dự lễ hội. Một lễ hội có 1 không 2 ở miền bắc Việt Nam với kiệu bay, lội nứơc thể hiện sự oai phong của vị tướng đánh giặc bảo vệ và mở mang bờ cõi " Kiệu bay quay đâu phải tay nghề.Ra oai thể hiện lời thề tướng quân " và sự nô nức, náo nhiệt của Lễ hội Mạn Xuyên. Lễ hội gồm 2 phần:
- Phần lễ: Ngày 8 tháng 2 mở cửa đền, cửa chùa, cửa đình treo cờ nổi trống. 14h ngày 12 tháng 2 rước nước, ngày 13 tháng 2 cúng thượng nguyên. Ngày 14 tháng 2 khai mạc tổ chức rước lấy bát hương ở đền trong.Ngày 15 tháng 2 rước du trên toàn bộ đê Mạn Xuyên. Ngày 16 tháng 2 tổ chức rước trả bát hương và tế an vị bế mạc Lễ.
- Phần hội có nhiều trò chơi dân gian: đập niêu, đi cầu kiều, bịt mắt bắt dê... Buổi tối 14/15 giao lưu văn nghệ,diễn xiếc...
- Lễ hội Đền Ngự Dội Làng Màn Trầu diễn ra từ ngày 6- 10/2 âm lịch đây cũng là một trong những lễ hội độc đáo mang bản sắc của Tứ Dân với nét văn hóa linh thiêng kiệu bay và lội nước tương truyền Đền Ngự Dội làng Màn trầu là nơi Chử Đồng Tử gặp Tiên Dung.Đền nằm ở giữa bãi Mạn Trò châu cách sông Hồng 550m và cách km96 đê sông hồng 195là 550m
- Tứ Dân là vùng đất ở đồng bằng châu thổ Sông Hồng có các nét văn hoá kiệu bay và lội nước thể hiện nét văn hoá đặc thù và linh thiêng của vùng đất lịch sử chưa từng được biết đến trong lịch sử dân tộc Việt Nam.
- Tại Tứ Dân có sự tọa lạc của nhà thờ Thiên chúa giáo của giáo họ Năm Mẫu thuộc giáo xứ Trung Châu, Giáo hạt Hưng Yên, Giáo phận Thái Bình. Hiện này bà con giáo dân tại Năm Mẫu và Phương Trù tham gia tích cực và công tác phát triển kinh tế văn hóa tại địa phương, sống tốt đời đẹp đạo, thực hiện tốt mọi chủ trương chính sách của Đảng, pháp luật của nhà nước.
- Xã Tứ Dân có 5 làng văn hoá cấp tỉnh: làng Mạn Trù (thôn Toàn Thắng) công nhận năm 2001 và làng Mạn Xuyên được công nhận 2 lần là Làng Văn Hoá năm 2002 và năm 2010. Làng Phương Trù, Phương Đường năm 2010. Làng Năm Mẫu được công nhận Làng Văn hóa ngày 12 tháng 2 năm Nhâm Thìn (2012).

### Truyền thống yêu nước
Tứ Dân nằm ở phía nam kinh thành Thăng Long nằm trong bãi Màn Trò châu (Bãi Đà Mạc) phía bắc có cửa Hàm Tử, có bến Chương Dương đối diện bến Phương Trù,nằm trong khu vực bến Tây Kết, Xưa kia thủy quân Nguyên - Mông đều thất bại trong các Trận CHương Dương, Hàm Tử, Tây Kết, Đà Mạc. Từ thời Hùng Vương thứ 18 đã có tướng Nguyễn Minh trấn tại Mạn Xuyên để ngăn quân Chiêm Thành đánh vào kinh đô Phong Châu của Văn Lang. Chính vì giữ vị trí quan trọng phía nam Hà Nội thuận lợi cả đường sông và đường bộ nên Tứ Dân là nơi diễn ra nhiều trận đánh lịch sử cả cổ đại, trung đại. Tứ Dân còn nơi thực dân Pháp lập bốt Phương Trù cai trị nên ở đây diễn ra nhiều trận đánh chống Pháp.
Tứ Dân nằm giữa tuyến đường quân sự quan trọng Chương Dương - Hàm Tử.
Toàn xã có 143 liệt sĩ và 8 bà mẹ Việt Nam anh hùng tiêu biểu có 2 liệt sĩ là anh em ruột đã hy sinh trong cuộc kháng chiến chống Pháp năm 1952 là: Liệt sĩ Lê Văn Ao và Lê Văn Ước.

## Du lịch
Tứ Dân nằm trong vùng trọng điểm du lịch sinh thái du lịch sông hồng tiếp giáp thủ đô Hà Nội.
Tiềm năng du lịch của Tứ Dân khá phong phú cả về tài nguyên du lịch tự nhiên và nhân văn. Toàn xã có 6 di tích trong đó đáng chú ý nhất là quần thể Đền Mạn Xuyên, Đền Ngự Dội, Đình Phương Trù gắn với truyền thuyết Chử Đồng Tử - Tiên Dung nằm trong tuyến du lịch chính trên sông Hồng (Hà Nội - Phố Hiến). Đền Năm Mẫu thờ Hưng Đạo Vương Trần Quốc Tuấn.
Tứ Dân có sông Hồng chảy qua xã nằm trên tuyến du lịch sông Hồng đi qua, những dấu tích của thực dân pháp trên bốt Phương Trù, thăm Đền Mạn Xuyên, Đền Ngự Dội, Đình Làng Phương Trù thăm lễ hội Đền Làng Mạn Xuyên,...
Đền Ngự Dội được trùng tu năm 2009 đây cũng là công trình kiến trúc rất độc đáo giữa bãi Màn Trò Châu (Bãi Đà Mạc)hướng ra sông Hồng.
Đền Mạn xuyên vừa trùng tu xây dựng năm 2007 theo kiến trúc cổ đồng bằng châu thổ Sông Hồng và của riêng Mạn Xuyên hướng về phía Vực Mạn Xuyên thờ đức thánh Chiêm Thành Cửa ải Đại Vương Nguyễn Minh,Kiến trúc ngôi đền gồm hậu cung dựa theo kiến trúc đình Mạn Xuyên, Đệ Nhị,Đệ Tam,và phần nhà Tám mái hai bên là nhà tiếp khách, Đại bái là gian ngoài cùng hiện nay đại bái chưa được hoàn thiện, cùng với lễ hội diễn ra vào rằm tháng 2 âm lịch hằng năm. Đền Mạn Xuyên có phong thủy cực đẹp và lý tưởng nằm trên thế " Tựa Sơn Đạp Thủy" lưng đền tựa vào đê sông hồng, hướng về Vực Mạn Xuyên nơi ghi dấu nhiều sự kiện lịch sử gắn liền mảnh đất Mạn Xuyên và nước ở Vực Mạn Xuyên không bao giờ cạn. Điều đó dự báo một tương lai tốt đẹp và giàu mạnh, hạnh phúc ban tặng nhân dân đang sống tại chính quê hương và bà con sinh ra ở mảnh đất Mạn Xuyên xa quê đang sống và công tác trên mọi miền của tổ quốc.

## Kinh tế - xã hội
Tứ Dân là xã thuần nông trồng nhiều cây củ đót để sản xuất dong riềng, ngoài bãi thu hoạch vào các tháng giáp tết nguyên đán xen canh cùng các cây công nghiệp ngắn ngày như: ngô, lạc, đậu tương...Toàn xã có 920 mẫu (1 mẫu = 3.600m2) đất canh tác, trong đó có 450 mẫu ngoài đê. Với diện tích trên, chỉ riêng vụ chiêm xuân năm 2007 đã cho thu nhập hơn 9 tỷ đồng". 
Trong đê cánh đồng phát triển trang trại chăn nuôi, trồng cây lâu năm như quất, quýt, cam... Tập trung ở Mạn Xuyên, trồng chuối ở Năm Mẫu. Tứ Dân còn có nghề nghề chế biến dong riềngtập trung ở thôn Phương Trù, Phương Đường, Mạn Đường nhưng cũng gây ra nhiều chất thải làm ô nhiễm môi trường cho các xã lân cận như Đông Kết, Hàm Tử, Phùng Hưng, Bình Kiều, Liên Khê, huyện Kim Động.
Những năm vừa qua trong sự nghiệp đổi mới toàn diện của đất nước tiến lên công nghiệp hóa, hiện đại hóa, phấn đấu vì mục tiêu dân giàu, nước mạnh, xã hội công bằng dân chủ văn minh. Tứ Dân sau khi thực hiện Nghị quyết 03 của Tỉnh ủy về giao quyền sử dụng đất lâu dài cho nông dân, từ đó đã dấy lên phong trào thi đua lao động sản xuất. Nhiều mô hình trang trại vừa và nhỏ được hình thành, tình hình phát triển kinh tế có tốc độ tăng trưởng nhanh
Tứ Dân có 2 bến đò Phương Trù và năm Mẫu và Đầm Mạn Xuyên đóng góp vào ngân sách xã. Mạn Xuyên là làng có phần lớn dân cư tập trung buôn bán nhỏ: đay, thừng, cá, gạo nếp và buôn bán hoa quả tiêu thụ ở thị trường thủ đô Hà Nội cùng một số nghề phụ như đan lát,làm bún, làm đậu... Hệ thống chợ phục vụ nhu cầu dân sinh trong xã: Mạn Xuyên(Cầu Đá), Phương Trù (Gốc Bàng),Xóm Đường (Sân Kho).
Xã Tứ Dân có 1 bưu điện văn hóa xã được trang bị máy móc,thiết bị tiên tiến và hiện nay 100% thôn trong xã đã có điện thoại, bình quân 5 máy/100 dân.
Toàn xã có 4 biến áp cung cấp điện cho các hoạt động dân sinh kinh tế khác. Trên 100% dân số trong xã dùng nguồn nước sạch từ giếng khoan.

### Giáo dục
- Trường THCS Tứ Dân
- Trường Tiểu học Tứ Dân.

### Đặc sản
- Chuối tiêu hồng Năm Mẫu
- Miến dong Phương Trù
- Bánh lá hay còn gọi Bánh tẻ Mạn Xuyên

## Giao thông
Tứ Dân có đường bộ,đường sông trong đó đường đê 195 và đường liên xã và các dốc TAM QUAN Mạn Xuyên, Mạn Trù, Phương Trù, Phương Đường. Xã Tứ Dân có một đoạn đê 195 sông Hồng dài gần 4 km đi qua trên đoạn Km 93.5 đến Km 97.5 từ đoạn tiếp giáp xã Hàm Tử đến Đông Kết. Theo hướng Bắc đê sông Hồng đi qua các xã, xã Hàm Tử, xã Dạ Trạch, xã Bình Minh, huyện Văn Giang và thủ đô Hà Nội. Theo hướng nam đê sông Hồng đi qua các xã Đông Kết, Liên Khê, xã Chí Tân, xã Thuần Hưng, xã Thành Công, huyện Kim Động, Dốc Lã và thành phố Hưng Yên. Qua sông Hồng đi Quốc lộ 1,Đường cao tốc Pháp Vân - Cầu Giẽ Thường Tín, Hà Nội. 100% số thôn trong xã có đường rải bằng vật liệu cứng đảm bảo ô tô đi vào trung tâm xã, Từ Km 96 Đê 195 sông Hồng theo hướng Hưng Yên - Hà Nội rẽ phải 200m là Trung tâm xã Tứ Dân. Tứ Dân nằm giữa 2 cảng đường sông Vạn Điểm và Hồng Vân của Thường Tín của thủ đô Hà Nội.
Bến đò vận chuyển khách và các phương tiện giao thông sang bến Chương Dương và bến Lê Lợi thuộc huyện Thường Tín - Hà Nội.
Từ Pháp Vân theo đường cao tốc tới cầu vượt Khê Hồi 12 km rẽ phải lên cầu Vượt theo hướng đê Sông Hồng đến Dốc Vân La 4 km rẽ phải theo đê hữu ngạn sông Hồng khoảng 1,5 km đến Bến đò Chương Dương – Phương Trù qua đò là địa phận xã Tứ Dân.
Từ Phố Nối đi theo đường 39A theo hướng TP. Hưng Yên đến Dân Tiến rẽ phải theo hướng TT. Khoái Châu đến TT. Khoái Châu theo tỉnh lộ 209 tới chợ Bái Đông Kết rẽ phải về hướng Tứ Dân.
Từ TP Hưng Yên đi theo hướng bắc đê tả ngạn Sông Hồng tới Km 96 là địa phận Tứ Dân.
Từ Cầu Thanh Trì rẽ phải theo hướng đê tả ngạn sông Hồng khoảng 20 km qua tuyến đê các xã Đông Dư, Đa Tốn, Bát Tràng huyện Gia Lâm, xã Xuân Quan, Phụng Công, TT. Văn Giang, Liên Nghĩa, Thắng Lợi, Mễ Sở huyện Văn Giang, xã Bình Minh, Dạ Trạch, Hàm Tử, huyện Khoái Châu là về tới Tứ Dân.
Tứ Dân còn có 2 bến đò qua sông Hồng: Phương Trù và Năm Mẫu, có vực Mạn Xuyên.

## Danh nhân
- Nguyễn Minh quê ở huyện Lôi Dương, Châu Ái đến xã Mạn Xuyên tổng Đông Kết huyện Đông An mở trường dạy học (nay là thôn Mạn Xuyên). Bấy giờ Hùng Duệ Vương mở khoá thi, vào thi Đình nhà vua chấm ông đỗ đầu khoá, được vua gả công chúa Ngọc Nương – công chúa thứ ba, ông cùng với Tản Viên Sơn Thánh đánh giặc Chiêm Thành thắng lợi được vua phong: Trấn Chiêm Thành cửa ải đại tướng quân
- Chử Đồng Tử – Tiên Dung công chúa là thành hoàng làng của các làng Mạn Trù, Phương Trù
- Hưng Đạo Vương Trần Quốc Tuấn thờ tại Làng Năm Mẫu
- Thiếu tướng Trần Ngọc Thổ (1949) quê Năm Mẫu: Nguyên Tham mưu trưởng Quân khu 7, Phó Chủ tịch Hội nạn nhân chất độc da cam Việt Nam – Chủ tịch Hội nạn nhân chất độc da cam Thành phố Hồ Chí Minh
- Trung tướng, PGS, TS. Đỗ Viết Toản (nguyên sư trưởng 312-Quân đoàn 1) – nguyên quán Khu 10, Mạn Xuyên. Hiện nay, là hiệu trưởng Trường Đại học Trần Quốc Tuấn.